# گمینا یژمانوویتس-پژگینگا
گمینا یژمانوویتس-پژگینگا (به لهستانی:  Gmina Jerzmanowice-Przeginia) یک گمینا در لهستان است که در شهرستان کراکوف واقع شده‌است. گمینا یژمانوویتس-پژگینگا ۶۸٫۳۹ کیلومتر مربع مساحت و ۱۰٬۴۳۲ نفر جمعیت دارد.